# Karl-Erik Hagström
Karl Erik Albin Hagström, född 18 mars 1932 i Falun, död 7 juli 2010 i Mora. Son till Albin Hagström. Far till Karl Erik Olof Hagström (Junior).
1966 blev han VD för AB Albin Hagström i Älvdalen, och han var den som introducerade Hagström på den amerikanska marknaden. Han medverkade även i dokumentärfilmen Hagström - Allt i musik 2003.